# Ri Song-hui
Ri Song-hui (리성희?; 3 dicembre 1978) è un'ex sollevatrice nordcoreana medagliata olimpica e campionessa mondiale che ha gareggiato nelle categorie dei pesi gallo (fino a 54/53 kg.) e dei pesi leggeri (fino a 58 kg.).

## Carriera
Ri Song-hui ha iniziato a sollevare pesi all'età di 14 anni. Già nel 1997 ha avuto la sua prima importante affermazione, vincendo la medaglia d'argento ai campionati mondiali di Chiang Mai nella categoria dei pesi gallo (fino a 54 kg.) con 195 kg. nel totale, stesso risultato della medaglia di bronzo, la thailandese Saipin Detsaeng.
L'anno seguente, dopo essere passata alla categoria superiore dei pesi leggeri, ha vinto la medaglia d'argento ai Giochi Asiatici di Bangkok con 217,5 kg. nel totale, battuta dalla cinese Chen Yanqing (220 kg.).
Nel 1999 ha vinto la medaglia d'oro ai campionati asiatici di Wuhan con 220 kg. nel totale e qualche mese dopo è stata di nuovo medaglia d'argento ai campionati mondiali di Atene con 230 kg. nel totale, dopo aver battuto nel corso della gara il record mondiale nella prova di slancio, terminando ancora dietro a Chen Yanqing (235 kg.).
Nel 2000 ha vinto un'altra medaglia d'oro ai campionati asiatici di Osaka con 230 kg. nel totale, con un nuovo record mondiale nella prova di slancio, e dopo ha partecipato alle Olimpiadi di Sydney 2000, dove il sollevamento pesi femminile faceva il suo esordio olimpico e dove era considerata la grande favorita per il titolo olimpico in virtù dell'assenza della sua grande rivale Chen Yanqing; tuttavia Ri Song-hui è stata poco brillante in quella gara e si è dovuta accontentare della medaglia d'argento con 220 kg. nel totale, battuta dalla messicana Soraya Jiménez-Mendivil (222,5 kg.).
Nel 2002 Ri Song-hui è ritornata alla categoria dei pesi gallo (fino a 53 kg.), vincendo la medaglia d'oro ai Giochi Asiatici di Busan con 225 kg. nel totale; nello stesso anno ha ottenuto il maggior successo della sua carriera, conquistando la medaglia d'oro ai campionati mondiali di Varsavia con 225 kg. nel totale, davanti alla cinese Li Xuejiu (222,5 kg.).
L'anno successivo Ri Song-hui ha vinto la medaglia d'argento ai campionati mondiali di Vancouver con 222,5 kg. nel totale.
Nel 2004 è passata nuovamente alla categoria superiore dei pesi leggeri e ha partecipato alle Olimpiadi di Atene 2004, vincendo un'altra medaglia d'argento con 232,5 kg. dietro a Chen Yanqing (237,5 kg.).